# رودني كونغولو
رودني كونغولو (بالهولندية: Rodney Kongolo)‏ (9 يناير 1998 بروتردام في هولندا - ) هو لاعب كرة قدم هولندي في مركز الوسط. لعب مع نادي دونكاستر روفرز.

## روابط خارجية
- رودني كونغولو على موقع قاعدة بيانات كرة القدم.إي يو (الإنجليزية)
- رودني كونغولو على موقع Soccerway.com (الإنجليزية)
- رودني كونغولو على موقع عالم كرة القدم.نت (الإنجليزية)